# Irina Sluckaja
Irina Ėduardovna Sluckaja (in russo Ирина Эдуардовна Слуцкая? , tras. angl.: Irina Eduardovna Slutskaya; Mosca, 9 febbraio 1979) è un'ex pattinatrice artistica su ghiaccio russa.
È stata per due volte campionessa del mondo e per sette volte campionessa d'Europa. In totale ha vinto 40 medaglie d'oro, 21 d'argento e 18 di bronzo.

## Biografia
Irina Sluckaja iniziò a pattinare all'età di quattro anni e fu allenata da Zhanna Gromova fin dall'età di sei anni. Inventrice della doppia trottola Biellmann (Biellmann-spin) con cambio a piedi, è stata la prima donna russa a vincere il titolo europeo nel 1996 ed una medaglia d'argento ai Giochi Olimpici (Salt Lake City 2002). Irina è la prima donna, nella storia del pattinaggio di figura, ad aver vinto 7 titoli europei: 1996, 1997, 2000, 2001, 2003, 2005 e 2006). Finì al terzo posto ai campionati del mondo del 1996 e quarta nel 1997 nonostante abbia eseguito una combinazione triplo Salchow - triplo Rittberger e un totale di sei salti tripli nel corso del suo programma libero (salti eseguiti: combinazione Triplo Lutz - Doppio Toe loop, combinazione Triplo Salchow - Triplo Loop, Triplo Flip, Triplo Loop, Triplo Toe-loop, Doppio Axel). Nell'agosto del 1999 sposò il suo allenatore Sergei Mikheev ed abbandonò il team della Nazionale sia per i campionati Europei che per Campionati Mondiali, ma nel 2000 si ripresentò più grintosa che mai. Al "Gran Prix Final" di Lione, fu la prima pattinatrice a presentare una combinazione triplo Lutz - triplo Loop ottenendo così un punteggio tecnico di 6.0. Eseguì sette salti tripli. In seguito vinse il suo terzo titolo europeo e una medaglia d'argento ai campionati del mondo del 2000. Ai campionati del mondo del 2001 fu la prima donna a presentare una combinazione triplo Lutz - triplo Loop - doppio Toe-Loop e ottenne la medaglia d'argento. Vinse l'argento ai Giochi di Salt Lake City 2002 e divenne la prima russa a vincere una medaglia nel singolo femminile. La competizione era stata presentata in anticipo come un testa a testa tra la Sluckaja e la statunitense Michelle Kwan. Inaspettatamente la Kwan compì degli errori nel suo programma libero, ma si trovò comunque davanti alla connazionale Sarah Hughes nella classifica complessiva. La Sluckaja doveva vincere il programma libero per conquistare l'oro. Dopo una prova nervosa finì però seconda. La Hughes vinse il programma libero, e poiché la Kwan finì terza dietro alla Sluckaja, la Hughes vinse l'oro. La squadra russa, in qualche modo ancora contrariata per l'esito di una disputa precedente nella competizione delle coppie, presentò un reclamo contro il risultato, che venne però respinto. Il mese successivo la Sluckaja vinse il titolo mondiale a Nagano. Nel 2003 fu costretta, a causa di un grave malanno della madre, a ritirarsi dai Campionati Mondiali. Anche la stagione 2003/2004 fu critica. A causa di una vasculite, Irina Sluckaja dovette interrompere gli allenamenti saltando molte competizioni. Ritornò a gareggiare ai campionati del Mondo del 2004 classificandosi al nono posto. Sempre nel 2004 vinse sia il titolo europeo che quello mondiale. In un'intervista ebbe a dire:
L'esercizio presentato a Mosca fu perfetto, con la presentazione di salti: combinazione Triplo Lutz - Triplo Loop, combinazione Triplo Salchow - Doppio Loop - Doppio Toe-loop, Triplo Loop, combinazione Triplo-loop - Doppio Loop, Triplo Flip, Flip semplice, Triplo Toe-loop, Doppio Axel. Nel 2006, ai Giochi Olimpici (Torino 2006) vinse la medaglia di Bronzo.
Dopo un'ottima prestazione nel programma obbligatorio che la vede temporaneamente seconda con 66.70, per un soffio alle spalle della statunitense Sasha Cohen con 67.73, nella serata finale, Irina Sluckaja scende sul ghiaccio per ultima e dà luogo ad una prestazione che, in seguito ad una caduta nell'esecuzione di un Triplo Loop, la fa scendere definitivamente al terzo posto con 114.74 (combinazioni salti: Triplo Lutz, combinazione Triplo Salchow - Doppio Toe-Loop - Doppio Loop, Triplo Flip, combinazione Doppio Flip - Doppio Toe-Loop, Triplo Loop(Caduta), combinazione triplo Toe-Loop - Doppio Toe-Loop, Doppio Axel). La giapponese Shizuka Arakawa, autrice di un'ottima prestazione, ottiene così l'oro con 125,35 davanti alla Cohen con 116,63.
Non ha partecipato ai campionati mondiali di Calgary tenutisi dal 20 al 6 marzo 2006. Il 6 novembre 2006 ha ufficialmente annunciato il suo ritiro, dicendo "non so cosa farò neanche tra 5 minuti, ma una cosa è certa: ho chiuso con il pattinaggio competitivo. Ne ho abbastanza." Ha poi comunicato il suo desiderio di voler intraprendere la carriera televisiva..
Il 15 novembre 2007, all'ospedale di Mosca, ha dato alla luce il suo primo figlio. 

## Palmarès
| Risultati |                           |                           |                           |                      |                      |                      |                    |                    |                    |                    |                     |                     |                     |                     |                 |                 |                 |
|           | Finali del Grand Prix ISU | Finali del Grand Prix ISU | Finali del Grand Prix ISU | Campionati nazionali | Campionati nazionali | Campionati nazionali | Campionati europei | Campionati europei | Campionati europei | Campionati europei | Campionati mondiali | Campionati mondiali | Campionati mondiali | Campionati mondiali | Giochi olimpici | Giochi olimpici | Giochi olimpici |
| Stagioni  | PO                        | PL                        | Finale                    | PO                   | PL                   | Finale               | QF                 | PO                 | PL                 | Finale             | QF                  | PO                  | PL                  | Finale              | PO              | PL              | Finale          |
| 2005-06   | 2ª                        | 2ª                        | Argento                   | -                    | -                    | -                    |                    | 1ª                 | 1ª                 | Oro                | -                   | -                   | -                   | -                   | 2ª              | 3ª              | Bronzo          |
| 2004-05   | 1ª                        | 1ª                        | Oro                       | 1ª                   | 1ª                   | Oro                  |                    | 1ª                 | 1ª                 | Oro                | 1ª                  | 1ª                  | 1ª                  | Oro                 |                 |                 |                 |
| 2003-04   | NQ                        | NQ                        | NQ                        | Rit.                 | Rit.                 | Rit.                 | Rit.               | Rit.               | Rit.               | Rit.               | 5ª                  | 8ª                  | 11ª                 | 9ª                  |                 |                 |                 |
| 2002-03   | 1ª                        | 2ª                        | Argento                   | 1ª                   | 2ª                   | Argento              | 2ª                 | 2ª                 | 1ª                 | Oro                | Rit.                | Rit.                | Rit.                | Rit.                |                 |                 |                 |
| 2001-02   | 1ª                        | 1ª                        | Oro                       | 1ª                   | 1ª                   | Oro                  | 1ª                 | 3ª                 | 1ª                 | Argento            | 1ª                  | 1ª                  | 1ª                  | Oro                 | 2ª              | 2ª              | Argento         |
| 2000-01   | 1ª                        | 1ª                        | Oro                       | 1ª                   | 1ª                   | Oro                  | 1ª                 | 1ª                 | 1ª                 | Oro                | 1ª                  | 1ª                  | 2ª                  | Argento             |                 |                 |                 |
| 1999-00   | 2ª                        | 1ª                        | Oro                       | 3ª                   | 1ª                   | Oro                  | 1ª                 | 1ª                 | 1ª                 | Oro                | 1ª                  | 2ª                  | 2ª                  | Argento             |                 |                 |                 |
| 1998-99   | 3ª                        | 3ª                        | Bronzo                    |                      |                      | 4ª                   | NQ                 | NQ                 | NQ                 | NQ                 | NQ                  | NQ                  | NQ                  | NQ                  |                 |                 |                 |
| 1997-98   | 4ª                        | 3ª                        | 4ª                        | 3ª                   | 5ª                   | 4ª                   |                    | 3ª                 | 2ª                 | Argento            |                     | 4ª                  | 2ª                  | Argento             | 5ª              | 5ª              | 5ª              |
| 1996-97   |                           | 3ª                        | Bronzo                    |                      |                      | Bronzo               | 2ª                 | 1ª                 | 1ª                 | Oro                | 3ª                  | 6ª                  | 3ª                  | 4ª                  |                 |                 |                 |
| 1995-96   | 3ª                        | 2ª                        | Argento                   |                      |                      | Argento              |                    | 2ª                 | 1ª                 | Oro                |                     | 3ª                  | 3ª                  | Bronzo              |                 |                 |                 |
| 1994-95   | NQ                        | NQ                        | NQ                        |                      |                      | Bronzo               |                    |                    |                    | 5ª                 |                     |                     |                     | 7ª                  |                 |                 |                 |
| 1993-94   | NQ                        | NQ                        | NQ                        |                      |                      | Bronzo               | NQ                 | NQ                 | NQ                 | NQ                 | NQ                  | NQ                  | NQ                  | NQ                  | NQ              | NQ              | NQ              |

- Legenda
  - PO = Programma Obbligatorio
  - PL = Programma Libero
  - QF = Qualificazioni
  - NQ = Non Qualificata

## Risultati
GP: Champions Series / Grand Prix
| Internazionali            | Internazionali | Internazionali | Internazionali | Internazionali | Internazionali | Internazionali | Internazionali | Internazionali | Internazionali | Internazionali | Internazionali | Internazionali | Internazionali | Internazionali |
| Evento                    | 1992–93        | 1993–94        | 1994–95        | 1995–96        | 1996–97        | 1997–98        | 1998–98        | 1999–00        | 2000–01        | 2001–02        | 2002–03        | 2003–04        | 2004–05        | 2005–06        |
| ------------------------- | -------------- | -------------- | -------------- | -------------- | -------------- | -------------- | -------------- | -------------- | -------------- | -------------- | -------------- | -------------- | -------------- | -------------- |
| Giochi olimpici invernali |                |                |                |                |                | 5°             |                |                |                | 2°             |                |                |                | 3°             |
| Campionati mondiali       |                |                | 7°             | 3°             | 4°             | 2°             |                | 2°             | 2°             | 1°             | R              | 9°             | 1°             |                |
| Campionati europei        |                |                | 5°             | 1°             | 1°             | 2°             |                | 1°             | 1°             | 2°             | 1°             | R              | 1°             | 1°             |
| GP Finale                 |                |                |                | 2°             | 3°             | 4°             | 3°             | 1°             | 1°             | 1°             | 2°             |                | 1°             | 2°             |
| GP Cup of China           |                |                |                |                |                |                |                |                |                |                |                |                | 1°             | 1°             |
| GP Cup of Russia          |                |                |                |                | 1°             | 1°             | 3°             | 1°             | 1°             | 1°             | 3°             |                | 1°             | 1°             |
| GP Francia                |                |                |                | 4°             |                |                |                |                |                |                |                |                |                |                |
| GP Nations/Spark.         |                |                |                |                | 1°             | 2°             |                | 3°             |                |                |                |                |                |                |
| GP NHK Trophy             |                |                |                |                |                |                | 2°             |                | 1°             |                | 2°             |                |                |                |
| GP Skate America          |                |                |                | 3°             |                |                |                |                |                |                |                |                |                |                |
| GP Skate Canada           |                |                |                |                | 1°             |                | 3°             |                | 1°             | 2°             |                |                |                |                |
| Goodwill Games            |                |                | 6°             |                |                | 5°             |                |                | 1°             |                |                |                |                |                |
| Finlandia Trophy          |                |                |                |                |                | 1°             |                |                |                |                |                |                |                |                |
| Nebelhorn Trophy          |                | 1°             | 1°             |                |                |                |                |                |                |                |                |                |                |                |
| Skate America             |                |                | 3°             |                |                |                |                |                |                |                |                |                |                |                |
| Universiadi               |                |                |                |                |                |                | 2°             |                |                |                |                |                |                |                |
| Internazionali: Junior    |                |                |                |                |                |                |                |                |                |                |                |                |                |                |
| Campionati mondiali       | 8°             | 3°             | 1°             |                |                |                |                |                |                |                |                |                |                |                |
| Nazionali                 |                |                |                |                |                |                |                |                |                |                |                |                |                |                |
| Campionati russi          |                | 3°             | 3°             | 2°             | 3°             | 4°             | 4°             | 1°             | 1°             | 1°             | 2°             | R              | 1°             |                |
| Campionati russi juniores |                | 1°             |                |                |                |                |                |                |                |                |                |                |                |                |

## Programmi
| Stagione | Programma corto                                                   | Programma libero | Esibizione                                               |
| -------- | ----------------------------------------------------------------- | --- | -------------------------------------------------------- |
| 2005-06  | Totentanz di Franz Liszt, cantata da Maksim Mrvica                | Mario Takes a Walk di Jesse Cook Rhumba Flamenco by Didyulia                                                                    | So Many Things di Sarah Brightman                        |
| 2004-05  | Ballet Suite No5 da The Bolt di Shostakovich                      | Croatian Rhapsody di Maksim Mrvica Whisper From the Mirror di Keiko Matsui Wonderland di Tonči Huljić, cantata da Maksim Mrvica | It Must Have Been Love Catwoman                          |
| 2003-04  | Rondo Capriccioso di Saint-Saëns                                  | Wonderland di Tonči Huljić |                                                          |
| 2002-03  | Victory di bond                                                   | La traviata di Verdi | Shine                                                    |
| 2001-02  | Serenade di Franz Schubert                                        | Tosca di Giacomo Puccini Samson et Dalila di Saint-Saëns                                                                        | Never Be the Same Again Old Pop in an Oak Cotton Eye Joe |
| 2000-01  | Culture di Chris Spheeris                                         | Schindler's List - La lista di Schindler di John Williams Carmen Suite di Georges Bizet Don Chisciotte di Minkus                | Timeless                                                 |
| 1999-00  | Appassionata di Rolf Løvland                                      | Carmen Suite di Georges Bizet                                                                                                   | Free Yourself                                            |
| 1998-99  | Les feuilles mortes                                               | Ballet For Carolyn Carlson |                                                          |
| 1997-98  | Les feuilles mortes Piano Waltz                                   | Ah, Nastasia di Ossipov Balalaika Ensemble Russian Folk Dance                                                                   | Gauglione                                                |
| 1996-97  | Il Bel Canto da The Phantom of the Opera on Ice di Roberto Danova | Overture (Dance of the Four Muses) da The Phantom of the Opera on Ice di Roberto Danova                                         | Tico Tico Kalinka                                        |
| 1995-96  | Aguas De Invierno di Raul Di Blasio da CD Barroco                 | Broadway Show Tunes | New York New York                                        |
| 1994-95  | Fantaisie-Impromptu di Fryderyk Chopin                            | The Heart of Budapest, Csárdás, Heire Kati di Vidor, Monti e Hubay                                                              |                                                          |
| 1993-94  |                                                                   | |                                                          |